# 任廉儒
任廉儒（1911年10月—1953年7月12日），譜名時鈞，四川省鄰水縣人，四川船舶總隊部總隊長，中共地下黨員。

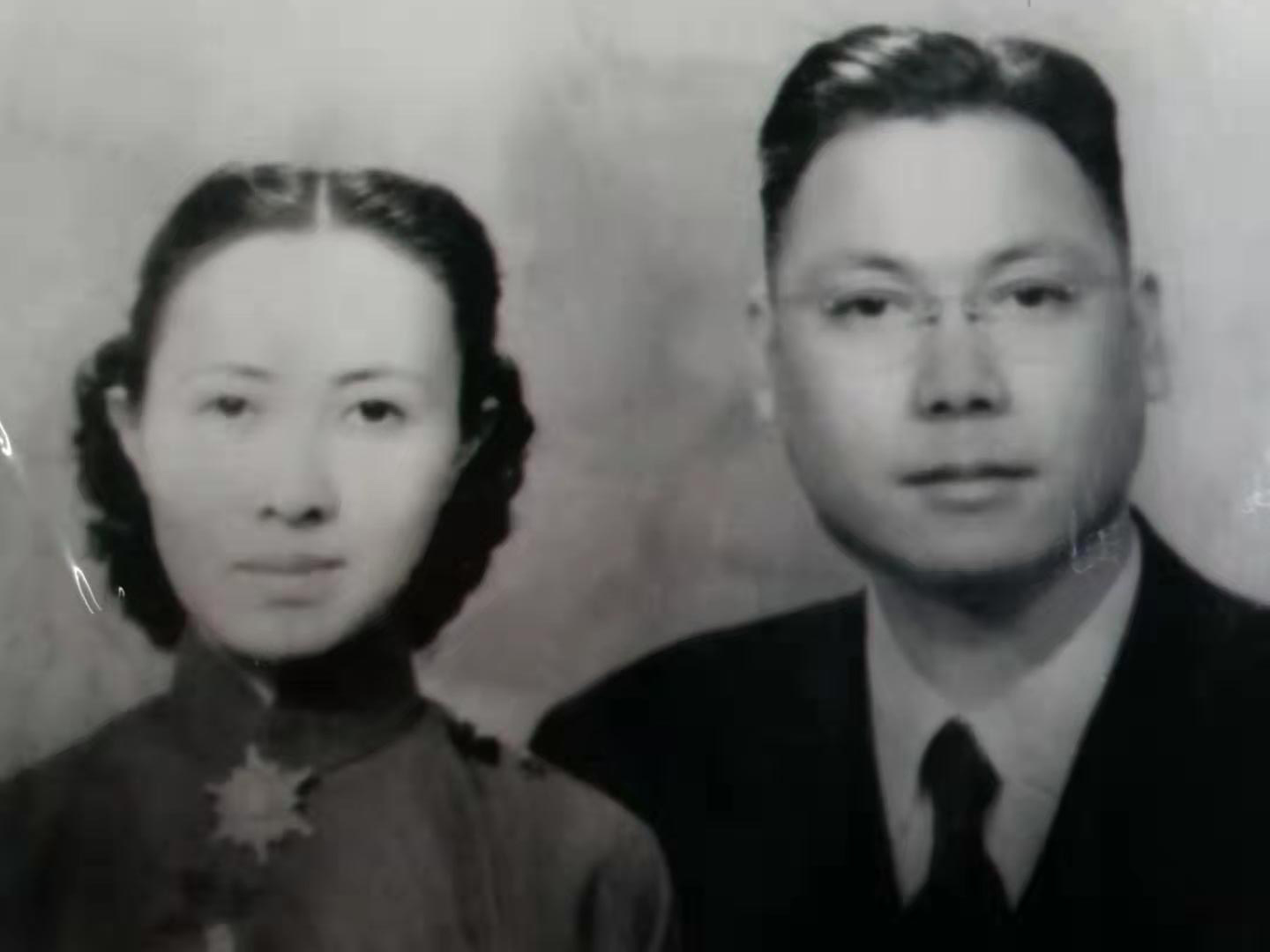
任廉儒及夫人羅瑩澄

## 傳略
1929年學生時代加入共青團，化名「陳國維」。1931年被劉湘逮捕，入獄五年半，後被救出獄。1938年赴延安學習，同年加入中國共產黨，1939年秋被派回渝，在中共南方局領導下從事秘密工作。後入《益世報》社任經理，1945年秋，策反郭汝瑰。1947年，任川鹽銀行上海南匯辦事處主任。1949年後任長江汽車運輸公司副經理。

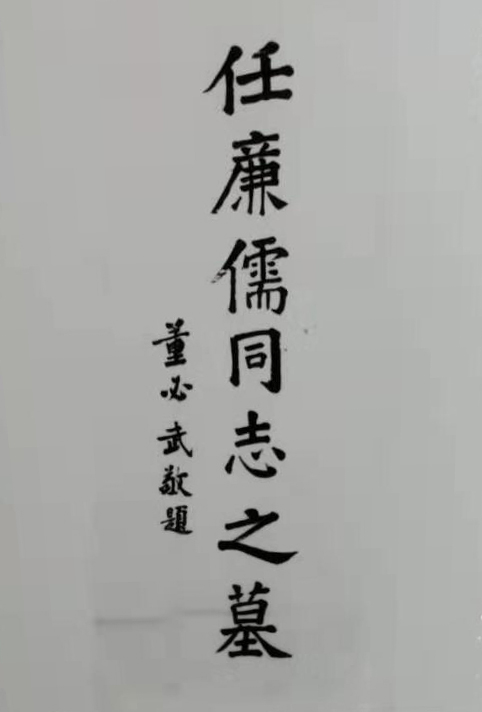
任廉儒同志之墓題詞-董必武

1953年7月12日，患腦溢血症逝世，時年42歲，莽於重慶市磁器口烈士陵園。董必武發了唁電，並書寫「任廉儒同志之墓」的墓碑。